# Provokation (Lem)
Provokation (Originaltitel: Prowokacja) ist eine 1980 erschienene fiktive Rezension, also eine Buchbesprechung eines nicht existenten Buches, des polnischen Autors Stanisław Lem. Das fiktive Buch trägt den Titel  Der Völkermord und dessen fiktiver deutscher Autor ist der Anthropologe Horst Aspernicus. Es besteht aus den Teilen I. Die Endlösung als Erlösung und II. Fremdkörper Tod.

## Inhalt
In der Einleitung schreibt Lem, dass der „Autor“ Aspernicus sich zum Ziel gesetzt hat, eine Revolution in der Anthropologie des Bösen herbeizuführen. Anschließend folgt die Inhaltsangabe des fiktiven Buches.
Der erste Teil beginnt mit einer Betrachtung des Tötens in der Tierwelt. Danach wird der Völkermord in der Geschichte der Menschheit untersucht. Geschah der Völkermord früher aus Nützlichkeitserwägungen, so war dies in der Neuzeit nicht mehr der Fall. Über die Gründe, die zur sogenannten „Endlösung der Judenfrage“ führten, gibt es verschiedene gängige Interpretationen, die der Autor untersucht und denen er eine eigene Interpretation gegenüberstellt. Nach seiner Ansicht handelt es sich um eine kitschige Inszenierung des Jüngsten Gerichts, bei dem die Menschen nackt vor ihren Richter treten müssen. In diesem Teil wirft der Autor dem Philosophen Martin Heidegger vor, dass er in seiner Aufgabe als Philosoph versagt hat, weil er zu den Verbrechen geschwiegen hat.
Der zweite Teil beschäftigt sich mit der Rolle des Todes in der modernen Zivilisation. Während der Tod im Mittelalter noch in die Kultur integriert war und als Übergang in ein anderes Leben wahrgenommen wurde, wird er heute als Fremdkörper betrachtet. Als Beispiel für die Verdrängung des Todes aus der bürgerlichen Kultur wird die Abschaffung der Todesstrafe angeführt, aber auch die Weigerung von Ärzten, lebenserhaltende Maßnahmen zu unterlassen, wenn ein Mensch im Sterben liegt. Da der Tod aber weiterhin existent ist, muss er irgendwie integriert werden. Den Nationalsozialisten gelang dies, indem der Tod verabreicht wurde, um das in ihren Augen Böse zu vernichten. Da das Böse heutzutage nicht mehr transzendent erklärbar ist, musste eine innerweltliche Erklärung gefunden werden. Als Schuldige wurden die Juden ausgemacht. Heute gibt es keine Menschenopfer aus religiösen Motiven mehr, dafür dient das Töten als Mittel zum Vollzug der Gerechtigkeit. Dies geschah bei den Massenmorden der Nationalsozialisten und geschieht heute bei den Mordanschlägen von Terroristen, in deren Subkulturen der Tod auf die gleiche Art integriert worden ist.